# La Rivale de Lisa
 La rivale de Lisa  (Lisa's Rival) est le 2e épisode de la saison 6 de la série télévisée d'animation Les Simpson.

## Synopsis
Lisa essaye de répéter pour un concours de saxophone mais elle semble gêner toute la famille. Plus tard, à l'école, Allison Taylor, une nouvelle élève, donne une bonne réponse à la place de Lisa. Elle joue du saxophone et veut comme Lisa être premier saxo de l'école. Dans le même temps, Homer et Bart volent du sucre qui s'est déversé sur la route à la suite d'un accident. Arrive l'audition, M. Largo attribue le premier saxo à Allison. Elle devient par la même occasion le « petit génie » de l'école et prend la place de Lisa. Alors qu'elle invite Lisa, Allison lui montre ses trophées et sa création pour le concours des dioramas.
Marge et Homer se disputent pour savoir ce qu'il faut faire du sucre. Lisa se rend compte qu'elle ne pourra pas battre Allison au concours des dioramas. Bart lui propose de saboter celui d'Allison.
Homer est sur le point de gagner 2 000 $ pour vendre un essaim d'abeilles que le sucre a attiré. Mais une tempête fait se dissoudre le sucre et partir les abeilles. Lors du Diorama-rama, Lisa remplace le diorama d'Allison intitulé Le Cœur révélateur (en référence à une nouvelle d'Edgar Allan Poe) par un cœur de bœuf. Ce qui s'ensuit colle à la nouvelle : ainsi, Lisa prise de remords montre le bon diorama au principal Skinner ; toutefois, celui-ci le trouve superficiel, comme celui de Lisa, avant de récompenser Ralph pour sa collection de figurines de Star Wars.
Il y a une référence à la phrase de Tony Montana : « Quand on a le sucre on a le pouvoir, et quand on a le pouvoir on a les bonnes femmes ». En effet, Homer dit "En Amérique, il faut d'abord avoir le sucre, ensuite on a le pouvoir, et ensuite on a les femmes" avec un accent russe.

## Invité
- Winona Ryder (voix originale d'Allison Taylor)